# Leszczynka Mała
Leszczynka Mała – wieś w Polsce położona w województwie warmińsko-mazurskim, w powiecie ostródzkim, w gminie Małdyty.
W latach 1975–1998 miejscowość administracyjnie należała do województwa olsztyńskiego.
W roku 1973 jako wieś Leszczynka Mała należała do powiatu morąskiego, gmina i poczta Małdyty (oprócz osady zwanej majątkiem Leszczynka).